# William G. Baxter
William Giles Baxter (né en 1856, mort le 2 juin 1888) est un dessinateur et caricaturiste britannique connu pour son travail sur Ally Sloper, qu'il a contribué à asseoir définitivement en icône victorienne grâce à la qualité de ses illustrations humoristiques.
Né en Irlande de parents anglais et élevé à Buxton, William G. Baxter publie part étudier l'architecture à Manchester à la fin des années 1870. Il y publie ses premiers dessins humoristiques dans le journal local Momus. Au début des années 1880, il alla à Londres pour mener une double carrière de caricaturiste et d'acteur amateur. Charles H. Ross l'embaucha dans l'équipe de Judy avant de lui confier la reprise de son populaire personnage Ally Sloper lors du lancement en 1884 d'un nouveau périodique dédié, Ally Sloper's Half Holiday. Il meurt en 1888, tué par « un mélange de tuberculose, de boisson et de surmenage ».

## Documentation
- (en) William G. Baxter sur Lambiek.net, 2007.
- (en) Peter Bailey, « Ally Sloper's Half-Holiday: Comic Art in the 1880s », History Workshop, n°16, automne 1983, p. 4-31.
- (en) Brian Maidment, « Ally Sloper's Half Holiday », dans Laurel Brake et Marysa Demoor (dir.), Dictionary of Nineteenth-Century Journalism in Great Britain and Ireland, Gand : Academia Press, 2009, p. 40-41.